# Nigel de Jong
Pour les articles homonymes, voir de Jong.
Nigel de Jong, né le 30 novembre 1984 à Amsterdam, est un footballeur international néerlandais évoluant au poste de milieu de terrain. Il fait partie du Club van 100.

## Biographie

### Carrière en club

#### Débuts
Nigel de Jong est formé à l'Ajax Amsterdam, l'un des plus grands clubs néerlandais, après une enfance plutôt malheureuse : son père (le footballeur professionnel international Jerry de Jong, néerlandais d'origine surinamienne) est souvent absent et sa mère se bat depuis longtemps contre une grave maladie. Il joue son premier match professionnel avec les rouges et blancs en 2002 et reste trois saisons dans le club. Il remporte notamment le triplé en 2002 (Championnat + Supercoupe + Coupe des Pays-Bas) et devient très rapidement le chouchou des fans de l'Ajax. Il est à noter qu'au début de sa carrière, le Néerlandais joue attaquant. Il inscrit par ailleurs un but exceptionnel à Highbury contre Arsenal (1-1) le 18 février 2003, qui le révèle aux yeux de l'Europe. Cependant, de Jong décide de partir pour un championnat plus huppé et s'engage en faveur du club allemand de Hambourg SV en janvier 2006.

#### Hambourg SV
Il se fait rapidement remarquer en Bundesliga en inscrivant un but face au Bayern de Munich, qui marque la première défaite du Bayern de la saison. Il devient progressivement l'un des joueurs clés de l'équipe en reculant au milieu de terrain sur proposition de son entraineur d'alors Huub Stevens. 

#### Manchester City
En janvier 2009, il quitte le club pour une plus grosse équipe et signe en faveur de Manchester City pour un montant de 20 millions d'euros. Il s'impose comme titulaire aux côtés de Stephen Ireland. Le début de saison 2009-2010 est difficile pour le milieu défensif Néerlandais puisqu'il ne débute pas les trois premiers matchs de son club pour finalement s'imposer dans le onze de départ du club aux côtés de Gareth Barry au détriment de Stephen Ireland. Il réalise un excellent début de saison en enchaînant les bonnes prestations, étant notamment préféré à Patrick Vieira dans le 4-3-3 imposé par Roberto Mancini. Lors de la saison 2010-2011, Roberto Mancini le nomme vice-capitaine de Manchester City grâce à ses excellents matchs. Depuis qu'il est arrivé à City, plaque tournante de son équipe, il est surnommé « assurance tous risques » grâces à ses prestations solides. Il sauva plusieurs fois son équipe de la défaite.

#### AC Milan
Après avoir perdu sa place dans l'équipe type du champion d'Angleterre, de Jong signe le 30 août 2012 en Italie, au Milan AC, pour un transfert estimé à 3,5 millions d'euros. Il vient suppléer le vieillissant Massimo Ambrosini au poste de milieu défensif, et combler surtout l'énorme vide laissé à ce poste à la suite des départs de Van Bommel et Gattuso entre autres.

#### Fin de carrière au Qatar
Libre de tout contrat depuis son départ de Mayence fin juin 2018, Nigel de Jong poursuit sa carrière au Qatar. Comme annoncé par le club sur son compte Twitter le 10 juillet 2018, il s'engage avec le club qatari du Al Ahli SC.

### Carrière en sélection nationale

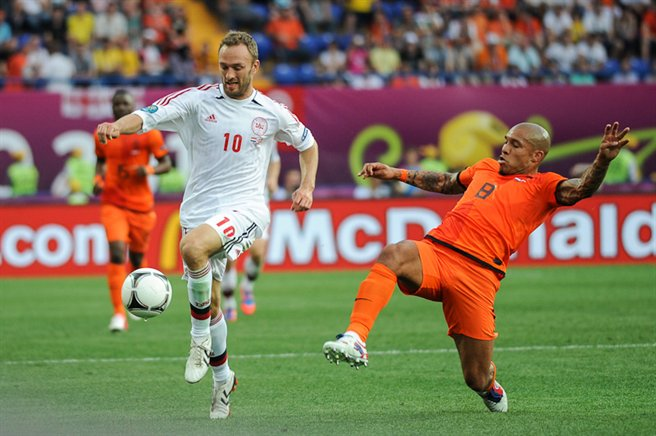
De Jong tente un tacle lors de la confrontation entre les Pays-Bas et le Danemark, à l'Euro 2012.

Nigel de Jong fait ses débuts en équipe nationale le 31 mars 2004 face à la France en match amical. Il n'est pas sélectionné pour l'Euro 2004 et il manque la Coupe du monde 2006 à cause d'une blessure au genou.
Il participe à l'Euro 2008 en jouant trois des quatre matches de son équipe (contre l'Italie, la France et la Russie), tous en tant que titulaire au poste de milieu défensif. En 2010, il dispute la phase finale de la Coupe du monde avec la sélection néerlandaise et dispute la finale de la compétition après avoir été titulaire jusqu'en quarts de finale. Il n'est en effet pas aligné en demi-finale contre l'Uruguay.
Il prend également part à l'Euro 2012 et la Coupe du monde 2014.

## Caractéristiques de jeu
Défenseur au jeu dur, de Jong s'est rapidement fait une réputation de joueur agressif dans toute l'Europe en étant l'auteur de tacles limites sur plusieurs adversaires. Cette agressivité lui valait le surnom de "tondeuse" (The Lawn Mower) en Bundesliga. Il a d'ailleurs déclaré dans une interview, qu'il aimait tacler. Dans une interview citée partiellement par L'Équipe le 21 octobre 2010, il dit ainsi : « Je suis le destructeur de l'équipe. Une fois que mes attaquants ont perdu le ballon, l'adversaire n'a pas le droit de me passer, je suis là pour enrayer toute contre-attaque. C'est aussi simple que ça. ».
Le 3 mars 2010, pendant un match amical contre les États-Unis (2-1), il brise la jambe de l'Américain Stuart Holden et quelques mois plus tard, pendant la finale de la Coupe du monde, de Jong se "distingue" de nouveau en donnant un coup de pied dans la poitrinede l'Espagnol Xabi Alonso, renforçant son image de joueur violent. Sur cette action, le Néerlandais ne récolte qu'un carton jaune.
Enfin, le 3 octobre 2010, en Premier League, il brise la jambe du Français de Newcastle Hatem Ben Arfa (double fracture tibia-péroné) lors d'un tacle très engagé. À la suite de ce dernier incident, Bert van Marwijk, le sélectionneur néerlandais décide d'écarter Nigel de Jongde la sélection pour la dureté de son jeu. L'Olympique de Marseille, propriétaire du joueur blessé a, pour sa part, décidé de porter plainte contre de Jong. En janvier 2011, il réintègre la sélection néerlandaise pour disputer le match amical contre l'Autriche qui a eu lieu le 9 février 2011.

## Statistiques
| Saison                | Club                  | Championnat           | Championnat | Championnat | Coupe(s) nationale(s) | Coupe(s) nationale(s) | Compétition(s) continentale(s) | Compétition(s) continentale(s) | Compétition(s) continentale(s) | Pays-Bas | Pays-Bas | Total | Total |
| Saison                | Club                  | Division              | M.          | B.          | M.                    | B.                    | Comp.                          | M.                             | B.                             | M.       | B.       | M.    | B.    |
| 2002-2003             | Ajax Amsterdam        | Eredivisie            | 17          | 0           | 1                     | 0                     | C1                             | 10                             | 1                              | -        | -        | 28    | 1     |
| 2003-2004             | Ajax Amsterdam        | Eredivisie            | 32          | 1           | 1                     | 0                     | C1                             | 5                              | 0                              | 1        | 0        | 39    | 1     |
| 2004-2005             | Ajax Amsterdam        | Eredivisie            | 31          | 5           | 3                     | 0                     | C1+C3                          | 6+2                            | 1+0                            | 6        | 0        | 48    | 6     |
| 2005-2006             | Ajax Amsterdam        | Eredivisie            | 16          | 2           | 2                     | 0                     | C1                             | 7                              | 3                              | 3        | 0        | 28    | 5     |
| Sous-total            | Sous-total            | Sous-total            | 96          | 8           | 7                     | 0                     | -                              | 30                             | 5                              | 10       | 0        | 143   | 13    |
| 2005-2006             | Hambourg SV           | Bundesliga            | 12          | 1           | -                     | -                     | C3                             | 3                              | 0                              | -        | -        | 15    | 1     |
| 2006-2007             | Hambourg SV           | Bundesliga            | 18          | 0           | 2                     | 0                     | C1                             | 5                              | 1                              | 7        | 0        | 32    | 1     |
| 2007-2008             | Hambourg SV           | Bundesliga            | 29          | 1           | 3                     | 1                     | CI+C3                          | 2+9                            | 0+1                            | 9        | 0        | 52    | 3     |
| 2008-2009             | Hambourg SV           | Bundesliga            | 7           | 0           | 2                     | 0                     | C3                             | 2                              | 0                              | 4        | 0        | 15    | 0     |
| Sous-total            | Sous-total            | Sous-total            | 66          | 2           | 7                     | 1                     | -                              | 21                             | 2                              | 20       | 0        | 114   | 5     |
| 2008-2009             | Manchester City       | Premier League        | 16          | 0           | -                     | -                     | -                              | -                              | -                              | 4        | 1        | 20    | 1     |
| 2009-2010             | Manchester City       | Premier League        | 34          | 0           | 8                     | 0                     | -                              | -                              | -                              | 12       | 0        | 54    | 0     |
| 2010-2011             | Manchester City       | Premier League        | 32          | 1           | 4                     | 0                     | C3                             | 5                              | 0                              | 8        | 0        | 49    | 1     |
| 2011-2012             | Manchester City       | Premier League        | 21          | 0           | 6                     | 1                     | C1+C3                          | 5+4                            | 0                              | 9        | 0        | 45    | 1     |
| 2012-2013             | Manchester City       | Premier League        | 1           | 0           | 1                     | 0                     | -                              | -                              | -                              | 1        | 0        | 3     | 0     |
| Sous-total            | Sous-total            | Sous-total            | 104         | 1           | 19                    | 1                     | -                              | 14                             | 0                              | 34       | 1        | 171   | 3     |
| 2012-2013             | AC Milan              | Serie A               | 12          | 1           | -                     | -                     | C1                             | 4                              | 0                              | 3        | 0        | 19    | 1     |
| 2013-2014             | AC Milan              | Serie A               | 33          | 2           | 1                     | 0                     | C1                             | 8                              | 0                              | 10       | 0        | 52    | 2     |
| 2014-2015             | AC Milan              | Serie A               | 29          | 3           | 1                     | 1                     | -                              | -                              | -                              | 6        | 0        | 36    | 4     |
| 2015-2016             | AC Milan              | Serie A               | 5           | 0           | 1                     | 0                     | -                              | -                              | -                              | -        | -        | 6     | 0     |
| Sous-total            | Sous-total            | Sous-total            | 79          | 6           | 3                     | 1                     | -                              | 14                             | 0                              | 17       | 0        | 113   | 7     |
| 2016                  | Los Angeles Galaxy    | MLS                   | 18          | 0           | 1                     | 0                     | CCL                            | 2                              | 0                              | -        | -        | 21    | 0     |
| Sous-total            | Sous-total            | Sous-total            | 18          | 0           | 1                     | 0                     | -                              | 2                              | 0                              | -        | -        | 21    | 0     |
| 2016-2017             | Galatasaray SK        | Süper Lig             | 18          | 1           | 6                     | 0                     | -                              | -                              | -                              | -        | -        | 24    | 1     |
| Sous-total            | Sous-total            | Sous-total            | 18          | 1           | 6                     | 0                     | -                              | -                              | -                              | -        | -        | 24    | 1     |
| 2017-2018             | FSV Mayence           | Bundesliga            | 11          | 0           | 1                     | 0                     | -                              | -                              | -                              | -        | -        | 12    | 0     |
| Sous-total            | Sous-total            | Sous-total            | 11          | 0           | 1                     | 0                     | -                              | -                              | -                              | -        | -        | 12    | 0     |
| Total sur la carrière | Total sur la carrière | Total sur la carrière | 392         | 18          | 44                    | 3                     | -                              | 81                             | 7                              | 81       | 1        | 598   | 29    |

## Palmarès

### Club
Ajax Amsterdam
- Champion des Pays-Bas : 2004.
- Supercoupe des Pays-Bas : 2005.

 Hambourg SV
- Coupe Intertoto : 2007.

 Manchester City
- Champion d'Angleterre : 2012.
- Coupe d'Angleterre : 2011.
- Community Shield : 2012.

### Équipe nationale
- Finaliste de la Coupe du monde : 2010.
- 3e place de la Coupe du monde : 2014.

### Distinctions personnelles
- Joueur de l'année de l'Ajax Amsterdam : 2004.